# Ariadna al laberint grotesc
Ariadna al laberint grotesc és una obra de Salvador Espriu escrita el 1935 i revisada diverses vegades per l'autor. Consta de trenta-dues narracions on la mirada grotesca, amb influències de Ramón María del Valle-Inclán, li serveix per criticar la societat del seu temps. Els temes de la mort, el coneixement i les relacions personals s'alternen amb les caricatures de diferents tipus socials, amb tècniques narratives diverses, de vegades experimentals. El títol és la definició que Espriu fa de la vida, un laberint grotesc on els éssers humans intenten orientar-se, però els manca sovint el fil d'Ariadna per poder avançar sense dubtes. Les referències clàssiques són presents a molts dels contes del llibre. Les revisions posteriors de l'obra van multiplicar aquestes referències, afegint-ne d'altres a obres posteriors d'Espriu, com per exemple la presència del lloc fictici de Sinera. Predomina la primera persona com a veu narrativa (en la meitat de les històries).